# Helene Olafsen
Helene Olafsen (ur. 21 lutego 1990 w Oslo) – norweska snowboardzistka, trzykrotna medalistka mistrzostw świata.

## Kariera
Po raz pierwszy na arenie międzynarodowej pojawiła się 6 stycznia 2006 roku w Bad Gastein, gdzie w zawodach Pucharu Europy zajęła 33. miejsce w snowcrossie. W 2006 roku wystartowała na mistrzostwach świata juniorów w Vivaldi Park, zdobywając srebrny medal. Wynik ten powtórzyła w big air podczas mistrzostw świata juniorów w Valmalenco dwa lata później. Ponadto na mistrzostwach świata juniorów w Bad Gastein w 2007 roku wywalczyła złoty medal w snowcrossie.
W zawodach Pucharu Świata zadebiutowała 8 marca 2007 roku w Lake Placid, zajmując ósme miejsce w snowcrossie. Tym samym już w swoim debiucie wywalczyła pierwsze pucharowe punkty. Pierwszy raz na podium zawodów tego cyklu stanęła trzy dni później w tej samej miejscowości, kończąc rywalizację na trzeciej pozycji. W zawodach tych wyprzedziły ją jedynie Lindsey Jacobellis z USA i Aleksandra Żekowa z Bułgarii. Najlepsze wyniki osiągnęła w sezonie 2009/2010, kiedy to zajęła czwarte miejsce w klasyfikacji generalnej, a w klasyfikacji snowcrossu była druga. W klasyfikacji snowcrossu była też czwarta w sezonie 2006/2007.
Największy sukces osiągnęła w 2009 roku, kiedy na mistrzostwach świata w Gangwon wywalczyła złoty medal. Zdobyła także brązowe medale na mistrzostwach świata w Arosie w 2007 roku i rozgrywanych sześć lat później mistrzostwach świata w Stoneham. W zawodach tych wyprzedziły ją odpowiednio Lindsey Jacobellis i Sandra Frei ze Szwajcarii oraz Kanadyjki: Maëlle Ricker i Dominique Maltais. W 2010 roku wystąpiła na igrzyskach olimpijskich w Vancouver, kończąc rywalizację na czwartej pozycji. Walkę o medal przegrała tam ze Szwajcarką Olivią Nobs. Brała też udział w igrzyskach w Soczi w 2014 roku, gdzie zajęła 23. miejsce.
W 2015 roku zakończyła karierę.

## Osiągnięcia

### Igrzyska olimpijskie
| Miejsce | Dzień     | Rok  | Miejscowość | Konkurencja    | Zwyciężczyni  |
| ------- | --------- | ---- | ----------- | -------------- | ------------- |
| 4.      | 16 lutego | 2010 | Vancouver   | Snowboardcross | Maëlle Ricker |
| 23.     | 16 lutego | 2014 | Soczi       | Snowboardcross | Eva Samková   |

### Mistrzostwa świata
| Miejsce | Dzień       | Rok  | Miejscowość | Konkurencja    | Zwyciężczyni       |
| ------- | ----------- | ---- | ----------- | -------------- | ------------------ |
| 3.      | 14 stycznia | 2007 | Arosa       | Snowboardcross | Lindsey Jacobellis |
| 1.      | 18 stycznia | 2009 | Gangwon     | Snowboardcross | -                  |
| DNS     | 18 stycznia | 2011 | La Molina   | Snowboardcross | Lindsey Jacobellis |
| 3.      | 26 stycznia | 2013 | Stoneham    | Snowboardcross | Maëlle Ricker      |

### Puchar Świata

#### Miejsca w klasyfikacji generalnej
- sezon 2006/2007: 26.
- sezon 2007/2008: 10.
- sezon 2008/2009: 9.
- sezon 2009/2010: 4.
  - SBX[1]
- sezon 2010/2011: 28.
- sezon 2012/2013: 24.
- sezon 2013/2014: 7.
- sezon 2014/2015: 22.

#### Zwycięstwa w zawodach PŚ
1. Stoneham – 17 marca 2007 (snowcross)
2. Leysin – 1 lutego 2008 (snowcross)
3. Veysonnaz – 15 stycznia 2010 (snowcross)
4. La Molina – 19 marca 2010 (snowcross)

#### Pozostałe miejsca na podium w zawodach
1. Lake Placid – 11 marca 2007 (snowcross) - 3. miejsce
2. Arosa – 20 grudnia 2008 (snowcross) - 2. miejsce
3. Cypress – 13 lutego 2009 (snowcross) - 3. miejsce
4. Sunday River – 28 lutego 2009 (snowcross) - 2. miejsce
5. Bad Gastein – 10 stycznia 2010 (snowcross) - 2. miejsce
6. Stoneham – 21 stycznia 2010 (snowcross) - 2. miejsce
7. Soczi – 17 lutego 2013 (snowcross) - 3. miejsce
8. Montafon – 7 grudnia 2013 (snowcross) - 3. miejsce
9. Lake Louise – 21 grudnia 2013 (snowcross) - 3. miejsce

- W sumie (4 zwycięstwa, 4 drugie i 5 trzecich miejsc).